# العلاقات الصومالية اليمنية
العلاقات الصومالية اليمنية هي العلاقات الثنائية التي تجمع بين الصومال واليمن.

## مقارنة بين البلدين
هذه مقارنة عامة ومرجعية للدولتين:
| وجه المقارنة                                              | الصومال                        | اليمن         |
| --------------------------------------------------------- | ------------------------------ | ------------- |
| المساحة (كم2)                                             | 637.66 ألف                     | 555.00 ألف    |
| عدد السكان (نسمة)                                         | 17.9 مليون                     | 28.25 مليون   |
| الكثافة السكانية (ن./كم²)                                 | 23.12                          | 50.9          |
| العاصمة                                                   | مقديشو                         | صنعاء، عدن    |
| اللغة الرسمية                                             | اللغة الصومالية، اللغة العربية | اللغة العربية |
| العملة                                                    | شلن صومالي                     | ريال يمني     |
| الناتج المحلي الإجمالي (بليون دولار)                      | 11.52 مليار                    | 18.21 مليار   |
| الناتج المحلي الإجمالي (تعادل القوة الشرائية) بليون دولار | 29.6 مليار                     | 75.69 مليار   |
| الناتج المحلي الإجمالي الاسمي للفرد دولار أمريكي          | 2.3 الف                        | 1.41 ألف      |
| الناتج المحلي الإجمالي للفرد دولار أمريكي                 | 643                            | 533           |
| مؤشر التنمية البشرية                                      | 0.361                          | 0.498         |
| رمز المكالمات الدولي                                      | +252                           | +967          |
| رمز الإنترنت                                              | .so                            | يمن           |
| المنطقة الزمنية                                           | ت ع م+03:00                    | ت ع م+03:00   |

## منظمات دولية مشتركة
يشترك البلدان في عضوية مجموعة من المنظمات الدولية، منها:
| علم المنظمة | اسم المنظمة                                 | تاريخ انضمام الصومال | تاريخ انضمام اليمن |
| ----------- | ------------------------------------------- | -------------------- | ------------------ |
|             | صندوق النقد العربي                          | ?                    | ?                  |
|             | يونسكو                                      | 15 نوفمبر 1960       | 2 أبريل 1962       |
|             | مؤسسة التمويل الدولية                       | 31 أغسطس 1962        | 22 مايو 1970       |
|             | منظمة التعاون الإسلامي                      | ?                    | ?                  |
|             | المركز الدولي لتسوية المنازعات الاستشارية   | 30 مارس 1968         | 20 نوفمبر 2004     |
|             | منظمة حظر الأسلحة الكيميائية                | ?                    | ?                  |
|             | مؤسسة التنمية الدولية                       | 31 أغسطس 1962        | 22 مايو 1970       |
|             | جامعة الدول العربية                         | 14 فبراير 1974       | 5 مايو 1945        |
|             | الاتحاد البريدي العالمي                     | ?                    | ?                  |
|             | الاتحاد الدولي للاتصالات                    | 28 سبتمبر 1962       | 1931               |
|             | منظمة الشرطة الجنائية الدولية               | ?                    | ?                  |
|             | الأمم المتحدة                               | 20 سبتمبر 1960       | 30 سبتمبر 1947     |
|             | البنك الدولي للإنشاء والتعمير               | 31 أغسطس 1962        | 3 أكتوبر 1969      |
|             | الصندوق العربي للإنماء الاقتصادي والاجتماعي | ?                    | ?                  |

## وصلات خارجية
- موقع وزارة الخارجية الصومالية